# 卡伯斯里奇 (伊利諾伊州)
卡伯斯里奇（英語：Karbers Ridge）是位於美國伊利諾伊州哈丁縣的一個非建制地區。該地的面積和人口皆未知。

## 地理
卡伯斯里奇的座標為37°34′47″N 88°20′00″W / 37.57972°N 88.33333°W，而該地的平均海拔高度為184米（即604英尺）。